# Naturkatastrofen i Sidoarjo 2006

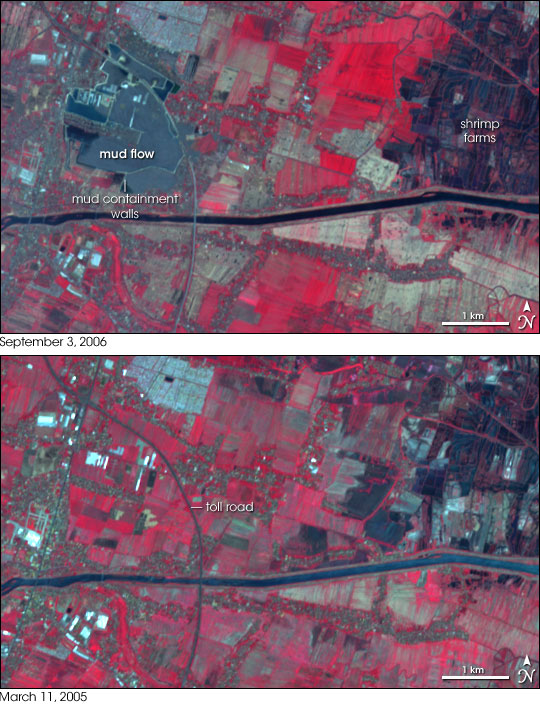
Satellitbild från september 2006 (överst) och från mars 2005 (nederst)

Naturkatastrofen i Sidoarjo avser en händelse då en lervulkan fick ett utbrott under en borrning efter gas och det började flöda upp het lera ur borrhålet. Händelsen inträffade i början av maj 2006 i Porong, Sidoarjo, Östjava på ön Java i Indonesien. Utbrottet pågår fortfarande och kan fortsätta till så långt som 2037. Lervulkanen har också blivit känd som Lusi.
Det indonesiska företaget Lapindo Brantas som utförde borrningarna anklagas för att inte vidtagit rätt åtgärder. Bolaget anser själva att problemet orsakats av Jordbävningen utanför Java maj 2006.